# Mark Burke
Mark Burke (født 12. februar 1969) er en tidligere engelsk fodboldspiller.